# Trévol
Trévol é uma comuna francesa na região administrativa de Auvérnia-Ródano-Alpes, no departamento Allier. Estende-se por uma área de 41,32 km². Em 2010 a comuna tinha 1 695 habitantes (densidade: 41 hab./km²).